# Columbisoga merae
Columbisoga merae är en insektsart som beskrevs av Frederick Arthur Godfrey Muir 1926. Columbisoga merae ingår i släktet Columbisoga och familjen sporrstritar. Inga underarter finns listade i Catalogue of Life.